# آدام سالائی
آدام سالائی (به مجاری: Szalai Ádám)(زادهٔ ۹ دسامبر ۱۹۸۷) بازیکن فوتبال اهل مجارستان است. از باشگاه‌هایی که در آن بازی کرده‌است، می‌توان به باشگاه فوتبال رئال مادرید کاستیا، شالکه ۰۴، ماینتس ۰۵، هافنهایم و هانوفر ۹۶ اشاره کرد. وی همچنین در تیم ملی فوتبال مجارستان بازی کرده است.

## افتخارات
افتخارات شخصی
- بازیکن سال فوتبال مجارستان: ۲۰۱۲